# Шезель, Фернан
Фернан Шезель (фр. Fernand Chézell, настоящая фамилия Пасро, фр. Passereau; 16 февраля 1870, Пон (Приморская Шаранта) — 1907) — французский поэт и певец.
Изучал право в Университете Бордо, однако отказался от карьеры юриста ради того, чтобы петь свои песни. В 1895 году перебрался в Париж и начал выступать на Монмартре в Кабаре четырёх искусств, затем в 1897—1900 гг. выступал в кабаре «Монмартрская консерватория» (фр. Conservatoire de Montmartre), откуда вернулся в Кабаре четырёх искусств, где выступал до конца жизни, в том числе как ведущий программы. Там же были поставлены ревю Шезеля «Пьеро-Барнум» (1902) и «Выборы в Монкюке» (фр. Les Elections de Montcuq-sur-Lot; 1905).

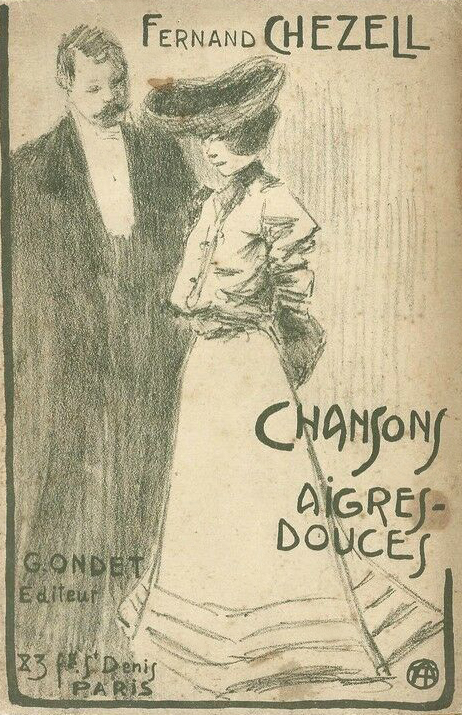
Обложка книги Шезеля «Кисло-сладкие песни»

Опубликовал сборник своих лучших стихотворений и песен «Кисло-сладкие песни» (фр. Chansons Aigres-Douces; 1903, обложка Абеля-Трюше) и ряд отдельных песен буклетами. Песни на слова Шезеля сочиняли также Гастон Маки, Анри Диксон, Франсис Шассань, Гюстав Гублье и другие артисты парижских кабаре и оперетт.